# Demokrat Leonow
Demokrat Władimirowicz Leonow (ros. Демократ Владимирович Леонов, ur. 1 kwietnia 1926 w Baku, zm. 15 marca 1969 na rzece Ussuri) – radziecki pułkownik wojsk pogranicznych, uhonorowany pośmiertnie tytułem Bohatera Związku Radzieckiego (1969).

## Życiorys
Urodził się w rosyjskiej rodzinie pogranicznika. Do 1943 skończył 9 klas szkoły w Archangielsku, później pracował jako kontroler celny. Od 1943 służył w Wojskach Pogranicznych NKWD, w 1945 ukończył wojskową szkołę pograniczną NKWD i ochrony granic ZSRR Zakaukazia w mieście Ordżonikidze (obecnie Władykaukaz), a w 1954 ukończył Wojskowy Instytut MWD. Był szefem sztabu oddziału pogranicznego Zakaukaskiego Okręgu Pogranicznego, w 1968 otrzymał stopień pułkownika i został przeniesiony do miasta Iman (obecnie Dalnierieczensk) w Kraju Nadmorskim jako naczelnik 57 oddziału pogranicznego KGB. Podczas konfliktu nad Ussuri z Chinami, 15 marca 1969 prowadząc grupę czołgistów (T-62) brał udział w odpieraniu zbrojnego ataku chińskich sił na wyspie Damanskij na rzece Ussuri. Jego czołg został trafiony z granatnika, a on sam został ranny. Zdołał opuścić uszkodzony czołg, jednak trafił go chiński strzelec, zabijając go strzałem w serce. 21 marca 1969 Prezydium Rady Najwyższej ZSRR pośmiertnie przyznało mu tytuł Bohatera Związku Radzieckiego i Order Lenina. Był także odznaczony medalami.